# Norimi Sakurai
Norimi Sakurai (櫻井教美, Sakurai Norimi) est une traileuse japonaise née le 20 avril 1971, championne du monde des 100 km de Winschoten en 2007 et détentrice du record du monde de la distance sur route dans sa catégorie d'âge avec un temps de 7 h 0 min 27 s. Elle détient également le record du monde des 100 km sur piste en 7 h 14 min 6 s depuis 2003.

## Biographie
Norimi Sakurai remporte les championnats du monde de trail 2007 à Huntsville, aux États-Unis et les championnats du monde des 100 km de Winschoten en 2007, aux Pays-Bas. Avec un temps de 7 h 0 min 27 s, elle détient le record du monde de la distance sur route dans sa catégorie d'âge,,. Elle détient également le record du monde des 100 km sur piste en 7 h 14 min 6 s, aux trophées mondiaux des 100 km de San Giovanni Lupatoto depuis 2003,.

## Records personnels
Statistiques ultra de Norimi Sakurai d'après la Deutsche Ultramarathon-Vereinigung (DUV) :
- Marathon : 2 h 42 min 11 s au marathon de Hitachinaka en 2007[7]
- 50 km route : 3 h 29 min 10 s aux championnats du monde IAU des 100 km de Winschoten en 2007 (50 km split)
- 50 miles piste : 5 h 48 min 12 s en 2003 aux trophées mondiaux des 100 km de San Giovanni Lupatoto en 2003 (50 mi split)
- 100 km route : 7 h 0 min 27 s aux championnats du monde IAU des 100 km de Winschoten en 2007
- 6 heures piste : 83,200 km aux trophées mondiaux des 100 km de San Giovanni Lupatoto en 2003 (6 h split)